# DSGE
A modelagem DSGE (Dynamic Stochastic General Equilibrium, ou equilíbrio geral estocástico e dinâmico) é uma aplicação da teoria do equilíbrio geral. Essa metodologia busca explicar fenômenos econômicos agregados, como crescimento econômico, ciclos econômicos e efeitos de políticas monetária e fiscal, com base em modelos macroeconômicos derivados de princípios microeconômicos. Como o nome sugere, os modelos DSGE são dinâmicos (estudam a evolução da economia ao longo do tempo) e estocásticos, levando em conta choques aleatórios, como mudanças de tecnologia e preços.

## Vantagens da Modelagem DSGE
A modelagem DSGE tem várias vantagens em relação à modelagem macroeconômica tradicional, principalmente na avaliação dos efeitos de mudanças de política:
- Crítica de Lucas: Os modelos tradicionais de projeção são vulneráveis à crítica de Lucas, que argumenta que os efeitos da política econômica não podem ser projetados com base em dados históricos de um período em que a política ainda não foi implementada. Em contrapartida, os modelos DSGE, baseados em microfundamentos, não enfrentam essa crítica.
- Avaliação de políticas: Como os modelos DSGE dependem das preferências dos tomadores de decisão, eles são úteis para avaliar como as mudanças de política afetam o bem-estar.

## Citação de Vereda e Cavalcanti
Os economistas Vereda e Cavalcanti, ao criarem um modelo DSGE para a economia brasileira, afirmaram:
- "A atratividade dos modelos DSGE deve-se à sua estrutura teórica rigorosa – que propicia a realização de simulações de política econômica consistentes com os microfundamentos do modelo – e à sua flexibilidade para explicar vários fatos estilizados da macroeconomia. Cabe destacar que, ao construir um modelo macroeconômico, é preciso atentar para o inexorável trade-off entre a obtenção de consistência teórica e de um bom ajuste aos dados. Frequentemente, modelos com boas propriedades teóricas revelam-se inferiores a modelos puramente estatísticos em termos de ajuste aos dados e capacidade preditiva."[2]